# هربرت یاگر
هربرت یاگر (انگلیسی: Herbert Jäger؛ زادهٔ ۱۵ فوریهٔ ۱۹۲۶) بازیکن فوتبال اهل آلمان است.
از باشگاه‌هایی که در آن بازی کرده‌است می‌توان به فوتونا دوسلدورف اشاره کرد.
او در بازی‌های المپیک تابستانی ۱۹۵۲ حضور داشت.